# Mark Tuitert
Mark Jan Hendrik Tuitert, född den 4 april 1980 i Holten, Nederländerna, är en nederländsk skridskoåkare.
Han tog OS-brons i herrarnas lagtempo i samband med de olympiska skridskotävlingarna 2006 i Turin.
Han tog därefter OS-guld på herrarnas 1 500 meter och OS-brons igen i herrarnas lagtempo i samband med de olympiska skridskotävlingarna 2010 i Vancouver.